# Штокерау
Штокерау (нім. Stockerau) — місто в Австрії, у федеральній землі Нижня Австрія.

## Географія

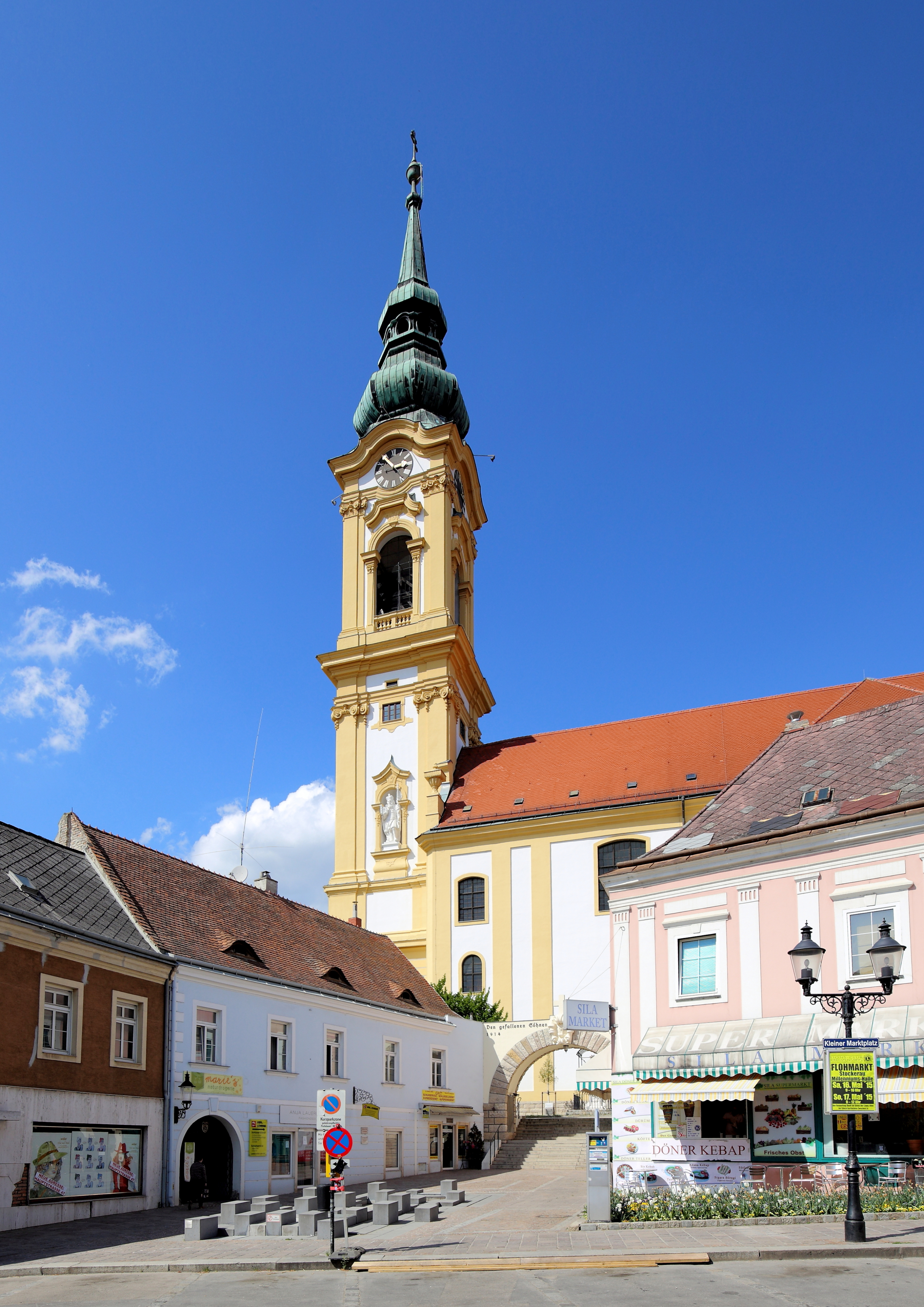
Кірха

Розташоване Штокерау за 23 км від Відня. Входить до складу округу Корнойбург землі Нижня Австрія.
Населення — 14 952 чоловік (31 грудня 2005). Займає площу 37,41 км².
Поблизу міста розташований замок Кройцнштайн.

## Історія
Штокерау вперше згадуваний у XI столітті.

## Відомі уродженці
- Томас Вайнгаппель — австрійський оперний співак, ліричний баритон.
- Аді Гольцер — австрійський митець, живописець, ілюстратор.
- Йозеф Прелль — австрійський державний і політичний діяч.
- Франц Гейнцль — австрійський футболіст, нападник.

## Політична ситуація
Бургомістр комуни — Гельмут Лаб (СДПА) за результатами виборів 2010 року.
Рада представників комуни (нім. Gemeinderat) має 37 депутатів.
- СДПА — 18 мандатів.
- АНП — 12 мандатів.
- АПС — 4 мандати.
- Зелені — 3 мандати.

## Міста побратими
- Андерлехт, Бельгія
- Барановичі, Білорусь
- Мошонмадяровар, Угорщина